# تاكويا ياماموتو
تاكويا ياماموتو (باليابانية: 山本 拓弥) (22 يونيو 1986 في إيباراكي في اليابان – )؛ هو لاعب كرة قدم سابق كان يلعب كلاعب وسط.

## وصلات خارجية
- تاكويا ياماموتو على موقع رابطة كرة القدم اليابانية للمحترفين (اليابانية)
- تاكويا ياماموتو على موقع عالم كرة القدم.نت (الإنجليزية)